# 德尔杜卡体育场
奇诺·利洛·德尔杜卡体育场（義大利語：Stadio Cino e Lillo Del Duca），意大利中部阿斯科利皮切诺的一个多用途体育场。该体育场得名于法国籍意大利裔制片人奇诺·德尔杜卡，1955年，他出资使阿斯科利足球俱乐部免于破产；1962年，兴建了该体育场。